# 山本健一 (馬自達)
山本健一（日语：山本 健一，1922年9月16日—2017年12月20日）原為日本海軍出身的技術軍官，第二次世界大戰結束後進入東洋工業（現稱馬自達），成功地率領轉子引擎開發部門將汪克爾引擎實用化，並量產製造出Cosmo Sports汽車。後來擔任該公司的第六任社長（任期1984年至1987年）、諮詢委員最高顧問等職務，並曾獲得藍綬褒章、旭日重光章等榮譽。

## 生平簡歷
1922年（大正11年）9月16日出生於日本熊本縣，1944年（昭和19年）在東京帝國大學（現稱東京大學）第一工學部機械工學科提早一年畢業，進入川西飛機公司（新明和工業前身）工作，隨後發配到茨城縣土浦市的海軍第一航空廠。1945年（昭和20年）9月末，戰後日日借酒澆愁，受到原子彈輻射症所苦的母親所規勸，1946年（昭和21年）2月進入東洋工業（現稱馬自達）工作。起初希望擔任設計開發，但公司不接受，改指派他擔任三輪卡車變速機的組裝作業員。復又時常藉酒澆愁，後來受到一位在廣島市開三輪卡車維生的人鼓勵，發憤辛勤工作，終於受到公司高層的賞識，調入設計部門工作。1956年（昭和31年）擔任東洋工業第一部四輪卡車Romper的主要設計者，該車款並於1958年正式發售。
1960年（昭和35年）擔任東洋工業第一部四輪轎車R360 Coupe的主要設計者，1962年（昭和37年）隨著第二次技術進修團遠赴西德NSU車廠研習汪克爾引擎的技術細節。1963年（昭和38年）被公司任命為「轉子引擎研究部」（ロータリエンジン研究部）部長，被稱作「轉子四十七士」（原文作：ロータリー47士，具有仿效赤穗四十七浪士不成功便成仁的意涵）之一。1967年（昭和42年）成功搭載實用化轉子引擎的Cosmo Sports發售。1978年（昭和53年）辭去轉子引擎研究部部長一職，改任執行董事。1984年（昭和59年）就任馬自達第六任社長。1987年（昭和62年）卸任第六任社長，改任董事會會長；同年11月榮獲藍綬褒章。 1992年（平成4年）向公司辭職，改任諮詢委員最高顧問一職；同時獲頒RJC年度風雲人物。1993年（平成5年）11月獲頒旭日重光章，1995年（平成7年）就任諮詢委員一職。
山本健一在廣島縣三次市建造的馬自達三次汽車試驗場內的試驗跑道，樹立了一塊「貪得無厭的挑戰」（原文作：飽くなき挑戦）的石碑。他的愛車是馬自達Luce Rotary Coupe，曾說這輛車是「寶物」、「像是自己孩子般的東西」。
2017年（平成29年）12月20日下午1時27分因自然衰老死去，享耆壽95歲。

## 外部連結
- （日語）技術開発はロマンの世界：マツダ(株)社長山本健一氏 （页面存档备份，存于）